# Peña Mira
Peña Mira, con 1241 m, es la cota más elevada de la zamorana sierra de la Culebra (Castilla y León, España).

## Ubicación
Se encuentra en la línea divisioria de términos de los municipios de Manzanal de Arriba y Figueruela de Arriba, en plena sierra de la Culebra. En la cima de este monte hay dos enormes rocas que se encuentran separadas por unos 300 m, sobre la más alta se encuentra situado un vértice geodésico.

## Acceso
Desde Linarejos por la carretera hacia Pedroso de la Carballeda, y tras haber recorrido unos 500 m, se entra a la derecha por el camino que va a San Pedro de las Herrerías, a lo largo del ferrocarril. A los 4 km se tuerce a la derecha por otro camino y a los 4,9 km, poco después de pasar el collado, se deja el vehículo. A pie, por el cortafuegos y monte a través hasta la señal de vértice geodésico, tardándose 45 minutos en llegar. Los últimos metros son difíciles por estar sobre los peñascos de unos 10 m de altura. Sobre la más alta está el vértice.
La sierra presenta por lo general una orografía suave, con altitudes comprendidas mayoritariamente entre los 800 y los 1.200 metros. Desde el punto de vista geológico la elevación se formó mediante diversos pliegues hercinianos.